# Hoya lasiantha
Hoya lasiantha, biljka iz porodice zimzelenovki i predstavnik potporodice svileničevki. U narodnom nazivu poznata je kao voštani cvijet, što je ime njezinog roda.
H. lasiantha je zimzelena trajnica poznata po svojim zlanožutim cvjetovima. Postojbina su joj Malajski poluotok i otok Borneo.

## Sinonimi
- Hoya praetorii Miq.
- Plocostemma lasianthum Blume
- Plocostemma pallidum Blume